# Perdigueiro português
Perdigueiro português é uma raça de cães de caça nativa de Portugal. É uma das várias raças de cães classificadas como “perdigueiro” por ser usada principalmente na caça da perdiz. É um cão de parar por excelência e utilizado na caça de altanaria. 

## Origem

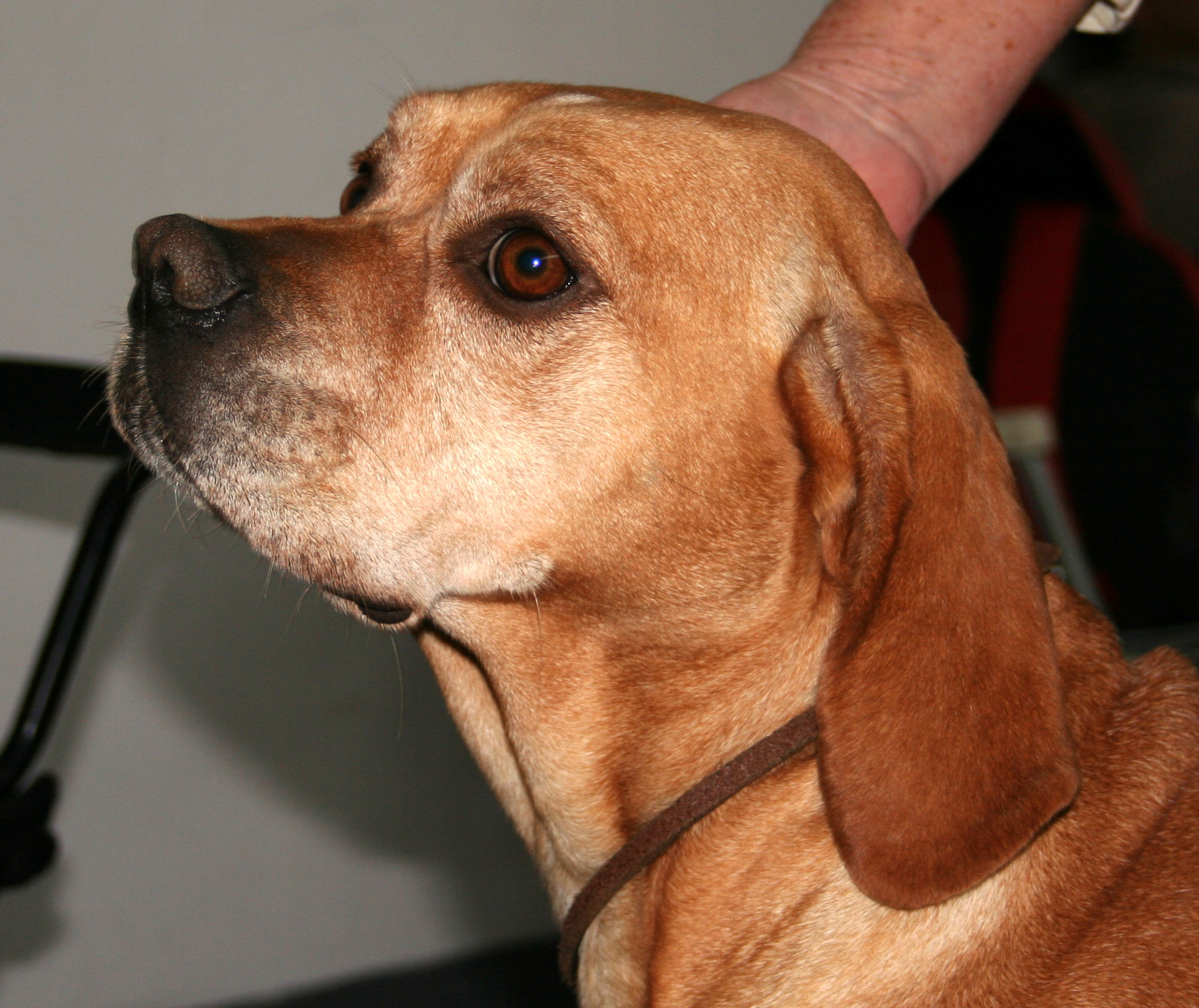
Detalhe cabeça de um Perdigueiro Português.

O Perdigueiro Português surgiu a partir do Perdigueiro Peninsular, antiga raça de cães ibérica, estando a sua presença documentada desde século X, a sua primeira aparição na arte é numa lápide sepulcral visigótico-moçárabe da Igreja de S. João Baptista de Tomar. A sua evolução resultou de vários factores como, adaptação ao clima, tipo de caça, terreno e selecção introduzida através da especificidade cultural portuguesa. No século XIV, era criado nos canis reais e era utilizado na caça de altaria, sendo conhecido como podengo de mostra, evidenciando já a possibilidade de parar perante a caça. No século XVI (reinado de D.Sebastião) é comum (ainda que proibido) o seu uso pelas classes populares. A constante sangria em braços de trabalho provocada pelas descobertas, o abandono dos campos, a fome e a mudança de hábitos, levaram a população a recorrer mais à caça como alimento e consequentemente à utilização do cão de mostra, que lhe estava "vedado" por causar, mercê das suas excelentes qualidades, graves danos nos interesses venatórios da casa real e da nobreza. No século XVIII, muitas famílias inglesas estabeleceram presença na região do Porto no negócio da produção de vinho e tomaram contacto com a raça sendo levado para Inglaterra onde desempenhou um papel importante na origem do pointer inglês. Nos fins do Séc.XIX sofreu algum declínio, mercê de convulsões sociais graves e de novos gostos e contactos com o exterior, que davam projecção a raças estrangeiras então em moda. Mas continua a estar representado em objectos de arte (Jarra pintada à mão por D.Fernando II de 
Saxe-Coburgo, Pena-Sintra), pintura do Rei D.Luis e dos principes trajando de caça no Palácio da Ajuda, Lisboa), pintura de uma jornada de caça de um inglês no Douro (Quinta de Gatão, Douro) ou em cerâmica artística da Real Fábrica do Rato (Palácio Pimenta, Lisboa). Foi somente em 1920 que alguns criadores fizeram um esforço para salvar a raça, localizando alguns dos cães no inacessível norte de Portugal. O livro português de pedigree foi então estabelecido em 1932 e o padrão da raça em 1938. Durante pelo menos mil anos, este cão teve sempre a mesma cabeça quadrada, orelhas triangulares e aspecto compacto.

## Livros e DVD's
Também a sua divulgação, por vezes bastante mais limitada do que 
deveria, tem sido alvo do interesse de alguns não só em Portugal como no
estrangeiro, sob a forma de livros, revistas, filmes, vídeos e DVDs, com carácter mais ou menos regular. São algumas dessas imagens que temos tido a ocasião de colectar ou 
registar ao longo dos anos, que deixamos à consideração e conhecimento do leitor.

### Livros
- Estudo sobre o Perdigueiro Português - Leopoldo Machado Carmona - I CNT - Lisboa, 1937
- O Perdigueiro Português - Domingos Barroso - Ed. Gazeta das Aldeias - Porto, 1945, 1962, 1990
- O Perdigueiro Português - Manuel Correia - Ed. Tempos Livres - Lisboa, 1981
- Ensino do Perdigueiro - Moisés Nascimento Costa - Porto Editora - Porto, 1984
- Perdigueiro Português - Jorge Rodrigues - Ed. Inapa - Lisboa, 1993
- Ainda o Perdigueiro Português - Domingos Barroso - Ed. SPS - Aveiro, 1994

### DVD/VHS
- O Perdigueiro Português, Ed. Calibre 12, Lisboa, 2000

## Aparência e comportamento

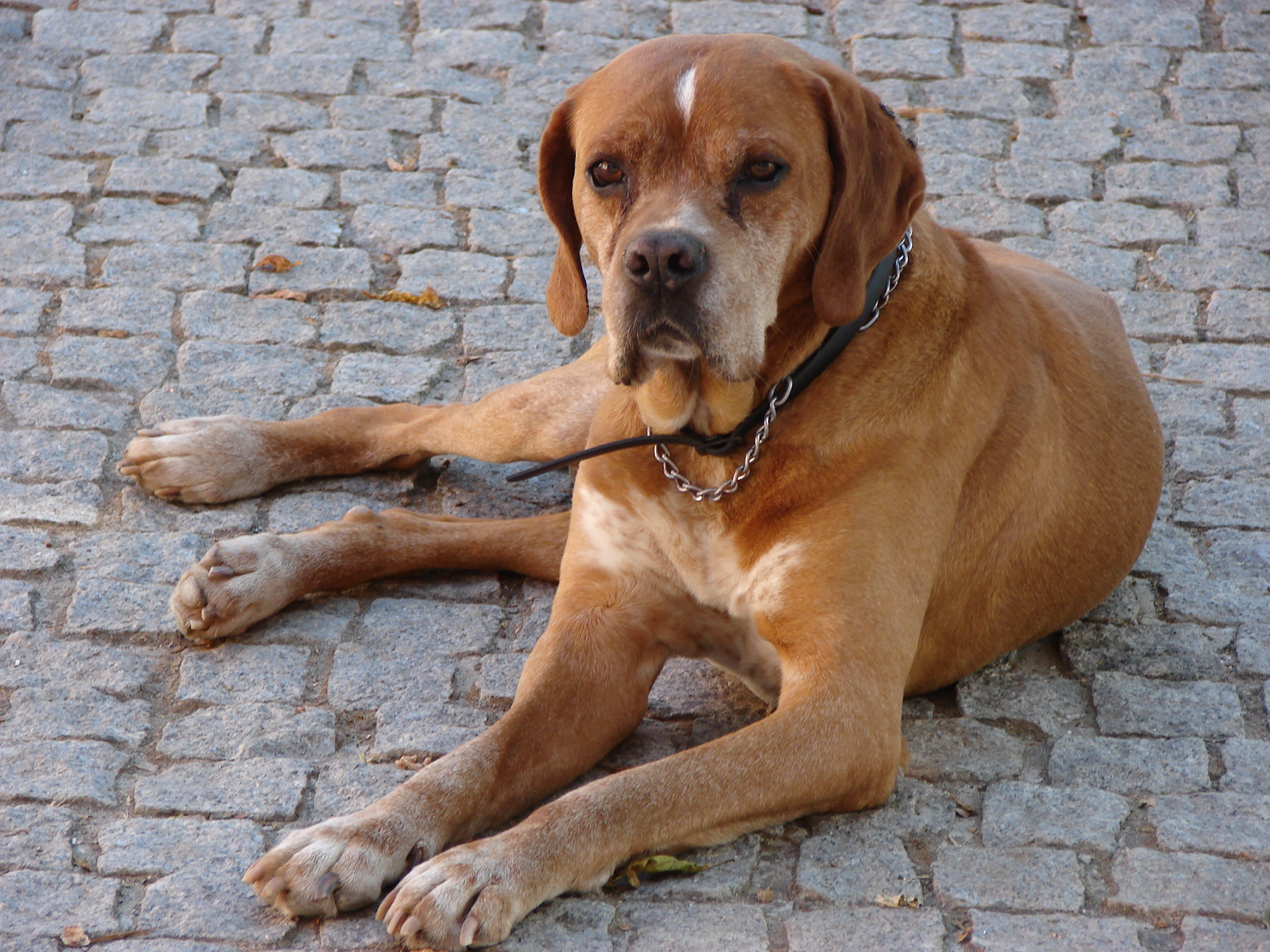
Perdigueiro Português com 11 anos

O Perdigueiro Português é um cão extremamente meigo e afectivo, dotado de grande capacidade de entrega e muito resistente. É calmo, bastante sociável e um pouco petulante em relação aos outros cães. Trabalha com vivacidade e persistência e é curioso por natureza. Mantém sempre o contacto com o seu caçador.
Movimenta-se com passada fácil e é garboso. É polivalente nas suas função e muito adaptável aos variados terrenos, climas e tipos de caça.
Apresenta-se em proporções médias, rectilíneo, tipo bracóide, robusto mas de conformação harmónica aliada a manifesta elasticidade de movimentos.
A cabeça é proporcionada em relação ao corpo, bem conformada e harmónica; aparenta ser grande no conjunto. Um pouco grossa, no entanto não é ossuda nem empastada e possui pele flácida e fina.
A pelagem é curta e grossa na maioria dos cães, sendo de textura aveludada nas orelhas e na face.
De cor amarela nas variedades clara, comum e escura, unicolor ou malhada de branco na cabeça, pescoço, peito e calçado.
Nos machos, a altura na cernelha é de 52 a 60 centímetros, o peso é  de 20 a 27 quilos. Nas fêmeas, a altura é de 48 a 56 centímetros e o peso é de 16 a 22 quilos.